# Dolichopus talus
Dolichopus talus är en tvåvingeart som beskrevs av Van Duzee 1921. Dolichopus talus ingår i släktet Dolichopus och familjen styltflugor.
Artens utbredningsområde är Kalifornien. Inga underarter finns listade i Catalogue of Life.